# 37. SS-Freiwilligen-Kavallerie-Division
37. SS-Freiwilligen-Kavallerie-Division Lützow var en tysk militär enhet inom Waffen-SS. Divisionen skapades 1945 ur 8. SS-Kavallerie-Division Florian Geyer och 22. SS-Freiwilligen-Kavallerie-Division. Divisionen stred i Slovakien, Böhmen, Mähren och Österrike.

## Befälhavare
- Waldemar Fegelein: 26 februari — mars 1945
- Karl Gesele: mars — maj 1945

### Webbkällor
- ”37. SS-Freiwilligen-Kavallerie-Division” (på engelska). Axis History. Arkiverad från originalet den 30 april 2014. https://www.webcitation.org/6PCziHhOf?url=http://www.axishistory.com/various/119-germany-waffen-ss/germany-waffen-ss-divisions/1329-37-ss-freiwilligen-kavallerie-division. Läst 30 april 2014.